# Styrax roseus
Styrax roseus är en storaxväxtart som beskrevs av Stephen Troyte Dunn. Styrax roseus ingår i släktet Styrax och familjen storaxväxter. Inga underarter finns listade i Catalogue of Life.